# Біблійні атрибути Бога

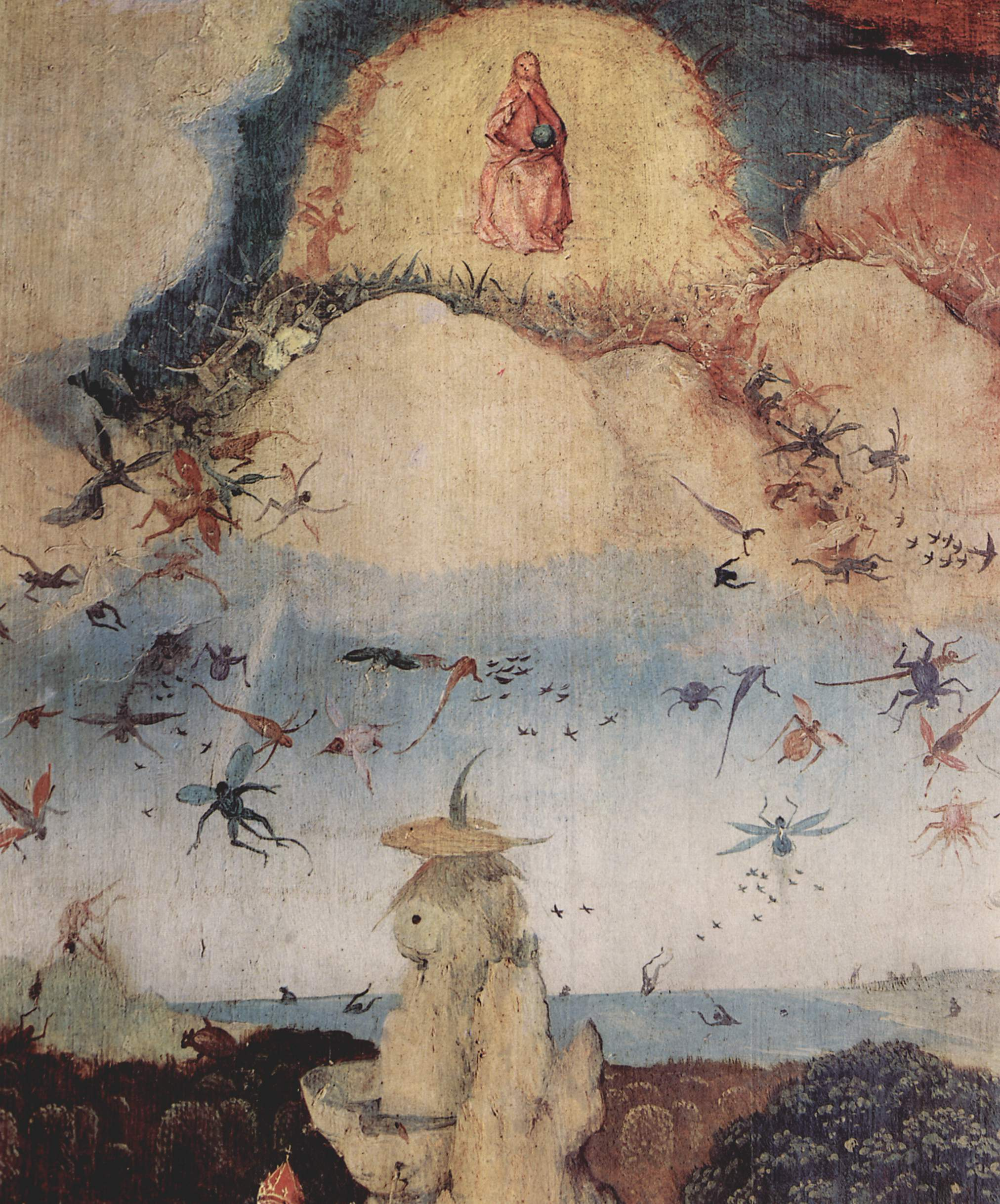
Ієронімус Босх або Єронім Босх : Бог

Біблійні атрибути Бога — якості, невід'ємні властивості, істотні ознаки та прикметні, характерні риси, що глибше й докладніше визначають Божу сутність, яскраво зображають Його єство й вичерпно пояснюють Його діяльність. Головнішими з них є всюдиприсутність, всезнання, всемогутність, незмінність, святість, праведність, справедливість, добрість і правда. Чотири останні атрибути мають морально-етичний характер.

## Всюдиприсутність (повсюдність, всюди-сущість, «omnipresence», «omnipresent»)
Всюдиприсутність Бога означає Його повсюдну безмежність у відношенні до Його створіння та до Його творива. Бог має місце всюди та скрізь. Його сила, влада та авторитет всюдиприсутні й не є ані обмежені ніяким місцем, ані зумовлені простором і часом.
Бог перебуває не тільки на небі, на землі й у просторах, але й у почуттях, серцях і душах людей. Звідси шлях боговідчування, богопізнання й пережиття Його присутности можливий духовними очима віри та безпосереднім, внутрішнім, інтуїтивним досвідом-пережиттям.
Не слід змішувати Божої всюдиприсутности з політеїзмом, що визнає існування багато богів; та з пантеїзмом, що ототожнює Бога із всесвітом та з природою, навчаючи, що всесвіт є Самим Богом, що природа — це Бог, розлитий у ній; інакше кажучи — Бог у всьому, і все в Бозі. Ці твердження заперечують особового Бога й не мають нічого спільного з біблійною наукою. (1 Цар. 8:27; Пр. 15:3; Пс. 138:7–12; Єр. 23:23,24; Дії 17:27,28; Рим. 10:6–8).
Всюдиприсутність Бога являє собою джерело потіхи для віруючих людей. Свідомість Божої повсюдності скріпляє й підбадьорює їх за всіх умов життя. Крім цього, думка про Його всюдиприсутність не раз стримує грішників від злочинів і відіграє запобіжну роль в їхньому житті (Євр. 4:13).

## Боже всезнання (всевідання, «omniscience», «omniscient»)
Бог — Усезнавець. Він обізнаний із усіма й усім у минулому, сучасному й майбутньому. Він посідає повноту всього знання (Дії 15:18; Євр. 4:13).

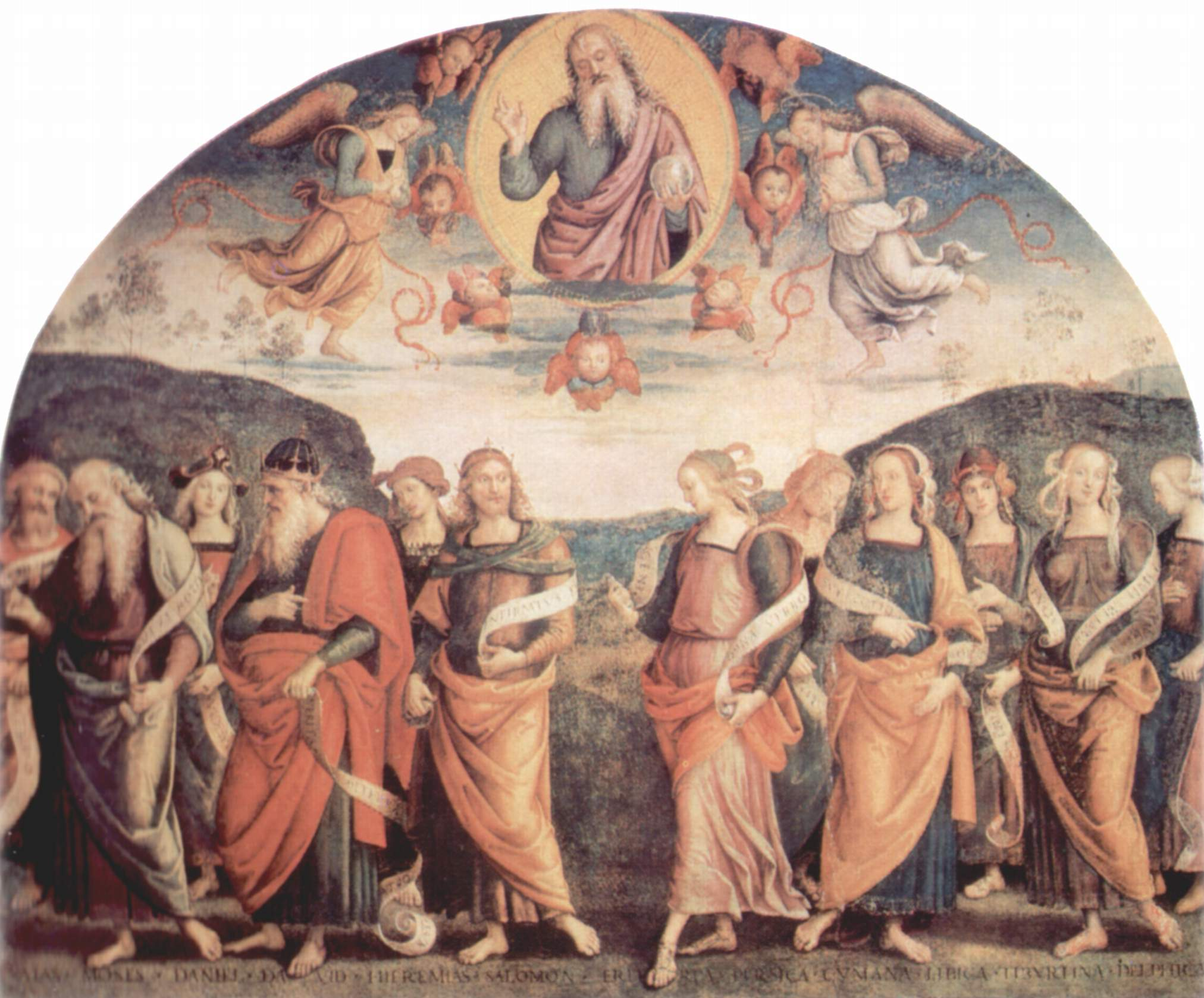
П'єтро Перуджіно: Бог разом з пророками і пророчицями

Бог передусім знає Самого Себе. Це досконале, оригінальне знання, що ним Бог перевищує знання всіх інших створінь. Ніяка людина повністю не знає себе, а тим більше — сутности й єства Бога. Це ствердив Сам Господь Ісус Христос та Його апостоли. «Сина не знає ніхто, крім Отця, і Отця не знає ніхто, окрім Сина, та кому Син захоче відкрити» (Мт. 11:27). «Хто бо з людей знає людські речі, окрім людського духа, що в нім проживає? Так само не знає ніхто й Божих речей, окрім Божого Духа» (1 Кор. 2:11).
Бог абсолютно обізнаний із усім, що дійсно існує. Він знає все неживе твориво (Пс. 146:4); всі живі істоти (Мт. 10:29); всіх людей і їхні діла (Пс. 32:13–15, анг. Пс. 33:10–14); людські думки та стан їхніх сердець (Пс. 138:1–4; анг. Пс. 139:1–4); людські бажання, потреби, плани (Мт. 6:8,23; Ів. 16:30); все можливе й дійсне (1 Сам. 23:11, 12; Мт. 11:21,23,24).
Бог також наперед знає й передбачує майбутні події. Наприклад, Він заздалегідь наперед знав майбутню долю людства й поодиноких народів (Ісаї 46:9, 10; Даниїла, розділи 2 і 7; Мт. 24, 25; Дії 15:18); майбутнє спроневірення Ізраїля та його хибний відступницький курс (5 Мойсеева 31:20, 21); майбутнє повернення євреїв на батьківщину завдяки гуманності Кира та його прихильному ставленню до них (Іс. 44:26–45:7). Богові відомі були Христове народження, розп'яття, воскресення й т. д. (Михея 5:2; Об'явлення 13:8; Дії 2:23; Дії 3:18).
Однак пам'ятаймо, що всезнання Бога майбутности й передбачування майбутніх подій нічим не зв'язане з предестинацією Божої волі. На підставі Святого Письма ми знаємо, що кінець-кінцем усі Божі діла в царині створення всесвіту (Пс. 18:1–6; Пс. 103; анг. Пс. 19:1–6; Пс. 104; Пр. 3:19,20), утримування (Неемії 2:6; Об'явлення 4:11), провидіння (Пс. 32:10–14, Еф. 1:11) та спасіння Господом і Спасителем Ісусом Христом (1 Кор. 2:7; Еф. 3:10) будуть звеличувати Бога та приносити Йому належну честь, хвалу та славу.

## Всемогутність (всемогучість, всесильність, всевладність, «omnipotence», «omnipotent»)
Бог має необмежену владу, виняткову силу, нездоланний авторитет, глибокопереконливий вплив, необмежену могутність. Він підкоряє Собі всіх і все. У всесвіті все відбувається під Його контролею, Його всемогутня рука наочно помітна в історії. Бог вживає людей і народів, щоб досягти Своєї мети (1 Мойсеева 17:1; Мт. 19:26; Об'явлення 19:6; Йова 42:2; Єремії 32:17, 27; Лк. 1:37).
Бог може робити те, що Йому до вподоби. Проте Його воля зумовлена святістю й досконалістю Його єства. Тому Бог не чинить того, що є протилежне й не сумісне з Його божественною природою, як, наприклад, Він не може дивитися на насильство, беззаконня, несправедливість і зло (Авакума 1:13); не може заперечувати та зрекатися Себе (2 Тимофія 2:13); говорити неправди (Євр. 6:18), спокушувати (Якова 1:13) і т.д.

## Незмінність (незмінливість, «immutability»)
Бог, за Своєю сутністю, атрибутами, свідомістю й волею, ніколи не змінюється й не може змінюватися, цебто ставати кращим чи гіршим, бо Він абсолютно досконалий і завжди вірний Своїм принципам, заповітам, планам і обітницям. Він той самий учора, сьогодні й навіки. Незмінність Бога випливає, як наслідок, із Його вічности. (1 Мойсеева 18:25; 1 Царів 8:56; Псальма 32:11; 101:26-28; анг. 33:11; 102:26-28; Ісаї 28:17; 46:10; МалахіїЗ:6; Римлян 11:29; 2 Коринтян 1:20; Юдеїв 1:12; Якова 1:17; Псальма 102:17).

## Святість
Святість Бога підносить Його понад усі створіння й абсолютно відокремлює Його від морального зла. Тільки один Бог абсолютно чистий і бездоганний, а всі люди згрішили й позбавлені Божої слави. Святість Бога показує Його споконвічне буття та стверджує Його волю. Бог закликає, щоб ми, люди, були святими, як і Він. (З Мойсеева 11:44,45; Ісуса Навина 24:19; 1 Самуїлова 6:20; Псальма 21:24; Книга Ісаї 6:3; Єзекіїля 39:7; Авакума 1:12; Івана 17:11; Юдеїв 12:10; 1 Петра 1:15, 16; Об'явлення 4:8).

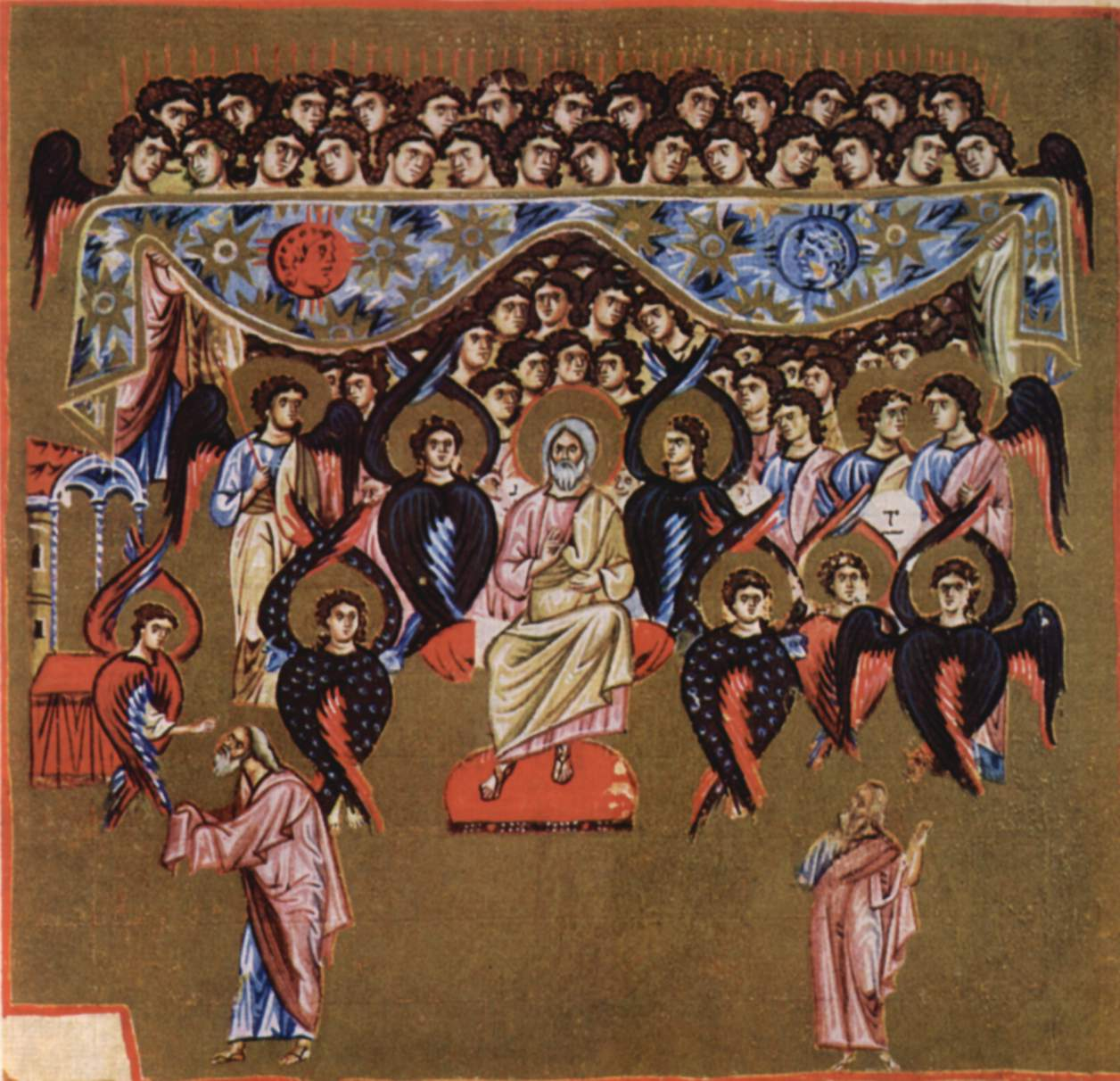
Бог і ангели. Картина 12-го століття

Три біблійні правди виводяться із Божої святості. По-перше, всі люди згрішили. Внаслідок гріхопадіння Адама й Єви постала прогалина поміж Богом і людиною (Ісаї 59:1,2; Авакума 1:13). Гріх відокремив людину від Бога і спільність поміж ними була перервана. По-друге, до святого Бога не має доступу грішна людина. Щоб примиритися з Богом й мати доступ до Нього, потрібний був безгрішний Ісус Христос, Який віддав Себе, як відкупну заступницьку жертву, на голгофське розп'яття за гріхи світу. Інакше кажучи, всі люди згрішили й самі були неспроможні поєднатися з Богом (Римлян 5:2; Ефесян 2:18; Юдеїв 10:19, 20). Таким чином у Божій святості лежить причина відкупної жертви Ісуса Христа на Голгофі. Те, що вимагала Божа святість, задовольнила Його любов (1 Петра 3: 18). По-третє, слід приступати до Бога з повним довір'ям, шанобливою "побожністю та страхом" (Юдеїв 12:28, 29; Йова 40:3-5; Ісаї 6:5-7).

## Праведність і справедливість
Під праведністю і справедливістю Бога розуміється та фаза або стадія Його святости, яку бачимо в Його ставленні й трактуванні людей. Він діє й поступає з нами на підставі об'єктивних фактів, позбавлених будьякого упередження, обґрунтованих справедливістю й базованих на законно-правових вимогах і релігійно-моральних принципах. (2 Хронік 12:6; Езри 9:15; Неемії 9:33; Пс. 17:26,27; Пс. 88:15; Ісаї 45:21,23; Даниїла 9: 14; Івана 5:30; 17:25; Рим. 2:21–24; 2 Тимофія 4:8; Об'явлення 16:5).
Божа справедливість містить винагороду й кару, компенсаційну відплату і каральну відплату, компенсаційну заслугу й каральну заслугу. Людина заслужує собі за своїми вчинками або нагороду, або кару. Божа справедливість карає людину за її провини, переступи, беззаконня, та гріхи (1 Мойсеева 2: 17; 2Мойс. 34:7; Єзекіїля 18:4-9; Рим. 1:32, 2:8,9; 2 Солунян 1:8). З другого боку, Божа справедливість високо оцінює сумлінну працю, віддане служіння, зразкову поведінку й винагороджує людину за її добрі вчинки й за її побожний спосіб життя (5 Мойсеева 7:9, 12, 13; 2 Хронік 6:15; Пс. 57:11; Мт. 25:21; Рим. 2:5–11; Юдеїв 11:26).

## Добрість (доброта, доброякісність)
Під добрістю розуміють 4 якості: Божу любов (2 Кор. 13:11; 1 Ів. 4:8,16; Марка 10:18; Мт. 19:17; Івана 3:16; 14:23; 14:31; 5 Мойсеева 7:6-8, 13); Пс. 10:7; Книга Ісаї 61:8); Божу доброзичливість (Книга Йова 38:41; Псальма 35:6; 144:9, 15, 16; Мт. 5:45, Мт. 6:23; Дії Апостолів 14: 17); Боже милосердя (Ефесян 2:4; Якова 5:11; Пс. 101:14; Рим. 11:30,31; 2 Мойс. 20:2, 6; Луки 1:50; 1:72; Ісаї 55:7) та Божу ласку (2 Мойсеева 34:6; Рим. 2:4,5; 3:24–26; 9:22, 23; 1 Петра 3:20; 2 Петра 3:9; Ефесян 1:4-8; Римлян 5:21; Тита 2:11, 12; 2 Кор. 12:9; Юдеїв 12:28; 1 Петра 1:13).

## Правда
Під Божою правдою розуміють що Боже знання, Божі заяви й Божі символи вічно підтверджують дійсність й абсолютно відповідають їй. Божа правда є не тільки основою всіх релігій, але також усього знання. Переконання, що 5 органів чуття людини не обманюють її, є вірогідне. Власне людське буття й існування всього видимого й невидимого доводять, що це не сон, а дійсність, обґрунтована Божою правдою. Святе Письмо, людське сумління, природа та закономірність і доцільність природного права стверджують, що Творець і Автор усього — це єдиний праведний Бог. (Івана 3:33; 17:3; 18:38; Єремії 10:10; Рим. 3:4; 1 Солунян 1:9; Об'явлення 6:10; 5 Мойсеева 7:8,9; Псальма 30:6; 35:6,7; Ісаї 25:1; 1 Коринтян 1:9; 5 Мойсеева 1:19-33; Книга Єремії 5:3; Івана 3:33; Римлян 3:4; Юдеїв 6:18).